# Tahir al-Masri
Tahir al-Masri (ur. 5 marca 1942 w Nablusie) – jordański polityk, z pochodzenia Palestyńczyk, premier Jordanii w 1991.

## Życiorys
W latach 70. XX wieku należał do grupy polityków, która opowiadała się za dążeniem do odzyskania przez Jordanię kontroli nad Zachodnim Brzegiem i odrzucała ambicje Organizacji Wyzwolenia Palestyny do przewodzenia żyjącym tam Palestyńczykom.
Był ministrem spraw zagranicznych w rządzie Mudara Badrana. W czerwcu 1991 stanął na czele nowego gabinetu (wotum zaufania rząd ten otrzymał miesiąc później). W okresie kierowania przez niego rządem król Husajn zniósł stan wojenny, który obowiązywał w Jordanii od czasów wojny sześciodniowej. Al-Masri reprezentował poglądy liberalne w polityce i gospodarcze, był także zwolennikiem prozachodniego kursu w polityce zagranicznej.
W listopadzie tego samego roku czterdziestu dziewięciu członków jordańskiej Izby Deputowanych złożyło pisemny protest przeciwko polityce zagranicznej gabinetu al-Masriego: podjęciu rozmów z Izraelem, w tym w konferencji w Madrycie w październiku tego samego roku. Deklaracja ta została potraktowana jako wotum nieufności i Tahir al-Masri odszedł z urzędu; na jego miejsce król Husajn mianował ponownie Zajda ibn Szakira. Główną siłą polityczną, która doprowadziła do upadku rządu, byli islamiści.
Po wyborach parlamentarnych w 1993 Tahir al-Masri został przewodniczącym izby niższej parlamentu, funkcję tę pełnił przez rok. Należał do grupy umiarkowanych deputowanych islamistycznych; od 1995 nieformalnie przewodził centrowej frakcji wśród islamistów. Od 2009 jest przewodniczącym Senatu Jordanii.